# 아일랜드인 노예 낭설

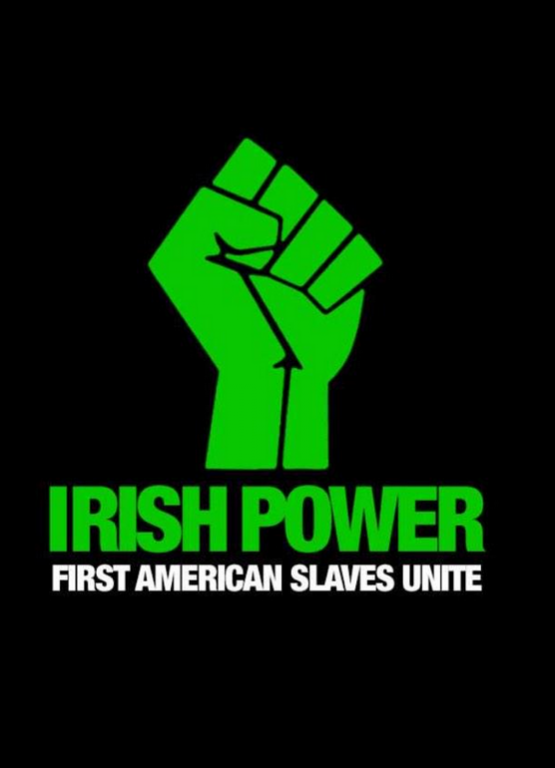
아일랜드인 노예에 대한 역사 왜곡을 지지하는 듯 묘사한 인터넷 밈

아일랜드 노예 낭설은 17세기에서 18세기에 아일랜드에서 겪은 유배와 계약을 통한 노예 생활, 그리고 아프리카계 미국인의 조상들이 경험한 세습 동산 노예의 생활을 뒤섞은, 비주류 유사역사학이다.
일부 백인 우월주의자들, 그리고 아프리카계 미국인과 그들의 후손에게 세습적이었던 노예 제도의 영향을 최소화하고자 하는 다른 사람들은 이러한 거짓 동질성을 이용해 아프리카계 미국인에 대한 인종차별을 부인하거나, 아프리카계 미국인들이 역사적 원한에 대한 정의를 추구하는 데 너무 적극적이라고 주장한다. 또한 이는 대서양 노예 무역에 아일랜드가 개입했다는 사실을 숨길 수도 있다.
이 낭설은 적어도 1990년대부터 활발히 유포되어 왔으며 인터넷 밈과 소셜 미디어의 토론장 등을 통해 퍼졌다. 역사학자 제롬 핸들러(Jerome S. Handler)와 매튜 릴리(Matthew C. Reilly)에 따르면 "초기 바베이도스의 아일랜드인과 다른 계약 노동자에게 '노예'라는 용어를 적용하는 것은 오해의 소지가 있고 잘못된 것"이다. 2016년에 많은 대학원과 아일랜드사 전문 학자들은 이 신화를 비판하는 글을 쓰기도 했다.

## 공통 요소
이 낭설을 퍼뜨리는 밈의 공통적인 요소는 다음과 같다. 일부는 사실에 기반하고 있지만, 그 사실에 거짓말을 추가하기도 한다.
- 역사가와 언론이 아일랜드 노예제도를 은폐하고 있다는 음모론[8]
- 1649년 크롬웰이 아일랜드를 정복한 이후 모든 아일랜드 사람들이 노예가 되었다[8]
- 아일랜드 노예들은 "하얀 흑인" 이라고 불렸으며, 아프리카 노예들보다 더 나쁜 대우를 받았다.[8]
- 아일랜드 여성들은 아프리카계 남성과 강제로 아이를 낳아야 했다.[8]
- "아일랜드인도 노예였지만, 아일랜드인들은 극복했다. 그런데 왜 아프리카계 미국인들은 그것을 극복하지 못하는가?"와 같은 밈을 통해 역사적으로 아프리카계 미국인들이 경험했던 차별을 줄이려는 의도[8]
- 홀로코스트 희생자나 20세기 아동 노동자의 사진을 사용하여 그들이 아일랜드 노예라고 주장한다.[8]
- 1625년 제임스 2세가 수천 명의 아일랜드 포로를 노예로서 서인도 제도로 보내겠다고 선언했다는 주장에 대해 언급한다. 그러나 제임스 2세는 아직 태어나지도 않았다. 그는 1633년에 태어나 1685년에 통치를 시작했다. 1625년에 제임스 1세의 통치가 끝나고 찰스 1세가 왕위에 올랐다.[8]
- 노예화된 아프리카인에 대해 저질러진 실제 잔혹 행위의 희생자들을 아일랜드인으로 대체[8]

## 배경
영국의 아일랜드 통치 기간동안, 특히 아일랜드의 플랜테이션 건설과 올리버 크롬웰의 정복 기간 동안 "노예" 또는 "채무 노예" 라는 용어는 수만 명의 아일랜드인의 "시간적 제약을 받는" 노예 제도를 설명하는 데 사용되었다. 문제의 '하인'이라는 자가 아메리카로 이주하기 위해 계약서에 자발적으로 서명했거나 강제로 가야 했는지에 관계없이 공식적인 영국의 법률 용어는 "계약 하인"이었다. 다른 어떤 형태로든, 마지못해 이송된 사람은 계약 하인으로 간주되지 않았다. 여기에는 정치범, 노숙인, 아일랜드 유랑민이나 죄수, 매춘부, 또는 영국 정부에 의해 "바람직하지 않은" 사람으로 규정된 사람들이 포함되었다.
아일랜드인들의 유배는 17세기에 절정에 달했으며, 대부분은 도로 강도, 방랑(노숙), 강도, 말 도둑질과 같은 다양한 중범죄 때문에 유배된 것이다. 형벌 수송은 아일랜드뿐만 아니라 영국에서도 일반적인 관행이었다. 이것들은 1670년대에 남성들에게 가장 자주 수송으로 처벌된 범죄였지만, 여성들이 유배된 이유 1위는 절도였다. 그런 다음 그들은 아메리카나 호주에 도착했을 때 일정 기간 동안 강제 노동을 진행했다. 같은 기간 동안 대서양 노예 무역은 수백만 명의 아프리카인을 대서양을 건너 미국(영국령 아메리카 포함)의 다양한 유럽 식민지로 데려왔고, 그곳에서 유럽 식민지 주민들에게 사들여져 일하게 했다.
아일랜드인 계약 노동자에 대한 대우는 매우 달랐지만 학자들은 운송, 육체적 노동 및 생활 조건을 노예화된 아프리카인의 대우와 비교했다. 그러나 아일랜드인의 일반적인 계약 기간은 4년에서 9년이었고, 그 후에는 자유의 몸이 되는 구조였었다. 자유롭게 여행하고, 재산을 소유하고, 부를 축적할 수 있었다. 게다가 이전에 계약 노예였던 아일랜드인은 자신이 선택한 사람과 결혼할 수 있었고 그들의 자녀는 자유민으로 태어났다. 반면, 아일랜드 계약 노예와 달리 노예화된 아프리카인은 일반적으로 평생 노예가 되었고 이러한 영구적인 노예 지위는 태어날 때부터 자녀에게 부과되었다.
체계적이고 합법적으로 노예화된 아프리카인들은 계약 노예 아일랜드인들이 결코 겪지 못했던 평생 동안 상속받을 수 있는 노예 상태에 처했다. 도널드 하먼 에이컨슨은 이 "백인 계약 노예 제도는 흑인 노예 제도와 너무 다르기 때문에 인간 경험의 또 다른 은하계에서 온 것"이라고 지적한다. 또한 숫자 면에서 카리브해로 보내진 아일랜드 노동자에 대한 "가장 과장된" 높은 추정치와 영국령 아메리카의 수감자와 계약 노예의 총 수에 대한 추정치는 아메리카로 이송된 수백만 명의 노예화된 아프리카인에 "비교하면 빛이 바랜다" 라고 표현된다.

### 노예 무역에 대한 아일랜드의 개입
역사가 니니 로저스(Nini Rodgers)에 따르면 18세기에 "아일랜드의 모든 그룹(게일인, 아일랜드의 노르만족 또는 앵글로아일랜드인)은 노예 무역과 노예 식민지 확장으로 이익을 얻는 상인을 배출했다." 라고 주장한다. 같은 기간 동안 대서양 노예 무역을 통해 수백만 명의 아프리카인이 대서양을 건너 아메리카에 있는 다양한 유럽 식민지로 이송되었고, 그곳에서 유럽 식민지 주민들이 그들을 사서 노동에 투입했다.
항해법은 아일랜드가 노예 무역에 직접 참여하는 것을 막았지만, 다양한 종교적 및 사회적 배경을 가진 아일랜드 상인들은 해외 농장으로 상품을 수출하고 노예가 생산한 상품을 아일랜드로 수입하여 삼각 무역의 일환으로 상당한 부를 축적했다. 소금에 절인 식료품을 노예 식민지로 보내는 사업은 조지 왕조 시대의 코크, 리머릭, 벨파스트의 경제 확장에 핵심적인 역할을 했고, 서인도 제도의 설탕 수입은 도시 성장과 가톨릭 중산층의 부상에 기여했다. 로저스는 18세기 말까지 "아일랜드는 어두운 대서양 세계의 일부였다"고 결론지었다.
일부 아일랜드인들은 "제국의 대리인"으로 일했다. 제인 올메이어(Jane Ohlmeyer)는 1660년까지 개신교도와 가톨릭교도를 모두 포함한 아일랜드인들이 "프랑스령 카리브 제도, 포르투갈 과 나중에는 네덜란드령 아마존, 스페인령 멕시코, 대서양의 영국 식민지에서 발견되었으며, 그곳에서 옥양목, 향신료, 담배, 설탕, 노예를 거래하면서 상업 네트워크를 구축했다"고 주장했다. 특히 프랑스의 낭트 항구는 망명한 아일랜드 자코바이트 공동체가 지배했고, 18세기에 프랑스의 최대 노예 무역 항구로 명성을 얻었다.
아일랜드 가톨릭교도들은 17세기 초에 앵글로-카리브해 의 몬트세랫 섬 농장주들의 3분의 2 이상을 차지했으며 역사가인 도널드 에이컨슨은 자신의 저서 "만약 아일랜드인이 세상을 지배했다면"에 따르면 "그들은 냉정하고 효율적인 노예 주인이 되는 법을 알고 있었다" 라고 한다.
미국 역사가 브라이언 켈리는 "아일랜드가 대서양 노예 제도에 개입한 것의 혜택은 대부분 기근과 대규모 기아의 공포로 절정에 달한 비참함을 주도한 계층에게 돌아갔다"며 "국가 전체를" 고발하는 것에 대해 경고한다.

## 낭설의 기원과 전파
역사학자 리암 케네디에 따르면 아일랜드인이 노예로 활동했다는 것은 19세기 아일랜드 독립 운동인 영 아일랜드에서 인기를 끌었다. 영 아일랜드인 존 미첼은 아프리카인의 대서양 노예 무역을 지지했음에도 불구하고 아일랜드인이 노예가 되었다는 주장에 특히 목소리를 높였다.
아이리시 타임스 기사에서는 아일랜드 공화주의자들이 "노예제 하의 흑인의 경험과 영국 통치 하의 아일랜드인의 경험 사이에 직접적인 유사점을 찾는 데 열중하고 있다"고 언급했으며, 이는 "미국의 백인 우월주의 집단이 아프리카계 미국인의 노예제 경험을 공격하고 폄하하는 데 다시 이용되고 있다"고 언급했다.